# Hana no Na
"Hana no Na" (花の名 tạm dịch: "Tên của hoa") là đĩa đơn thứ 13 của Bump of Chicken, phát hành ngày 24 tháng 10 năm 2007. Nhạc phẩm tựa đề được chọn từ album Orbital Period. Đĩa đơn đã giành vị trí #1 trên Bảng xếp hạng hàng tuần của Oricon, trong khi hạng #2 thuộc về "Mayday" (メーデー) ra mắt cùng ngày.

## Danh sách nhạc phẩm
1. "Hana no Na" (花の名?) (Fujiwara Motoo)
2. "Tokyo Sanka" (東京賛歌?) (Fujiwara)
3. "Kaki" (柿?) (bài ẩn)

## Thể hiện
- Fujiwara Motoo — Guitar, hát
- Masukawa Hiroaki — Guitar
- Naoi Yoshifumi — Bass
- Masu Hideo — Trống

## Xếp hạng
| Bảng xếp hạng                  | Vị trí cao nhất |
| ------------------------------ | --------------- |
| Bảng xếp hạng Oricon hàng tuần | 1               |
| Oricon Top 100 Singles 2007    | 16              |